# Bruno Ferrero
Bruno Ferrero (* 5. května 1946, Villarbasse, Itálie) je italský římskokatolický kněz, salesián a spisovatel.

## Život
Jako sedmnáctiletý vstoupil k salesiánům a v roce 1974 přijal kněžské svěcení. V letech 1988 až 2009 pracoval v nakladatelství Elledici, a to od roku 1996 jako jeho ředitel. Od roku 2011 řídí salesiánský časopis Il bollettino salesiano.

## Česky vyšlo
- Příběhy pro potěchu duše, Portál, Praha 1996 (2. vydání 1999, 3. vydání 2011, 4. vydání 2006, 5. vydání 2008, 6. vydání 2012)
- Další příběhy pro potěchu duše, Portál, Praha 1997 (2. vydání 2001, 3. vydání 2008, 4. vydání 2012)
- Vánoční příběhy pro potěchu duše, Portál, Praha 2003 (2. vydání 2010, 3. vydání 2012)
- Květiny pro duši, Portál, Praha 1999 (2. vydání 2011, 3. vydání 2014)
- Paprsek slunce pro duši, Portál, Praha 2000 (2. vydání 2009, 3. vydání 2011)
- Živá voda pro duši, Portál, Praha 2001 (2. vydání 2010, 3. vydání 2012)
- Šťastní rodiče, Portál, Praha 2004 (2. vydání 2004)
- Osvěžení pro duši, Portál, Praha 2005 (2. vydání 2010, 3. vydání 2012)
- Pohlazení pro duši, Portál, Praha 2006 (2. vydání 2010, 3. vydání 2011, 4. vydání 2014)
- Vychovávej jako Don Bosco, Portál, Praha 2007
- Úsměvy pro duši, Portál, Praha 2010
- Deset slov o víře, Portál, Praha 2011
- Ptačí zpěv pro duši, Portál, Praha 2012
- Hvězdy pro duši, Portál, Praha 2013
- Rosa pro duši, Portál, Praha 2014
- Svítání pro duši, Portál, Praha 2015
- Balzám pro duši, Portál, Praha 2018
- Útěcha pro duši, Portál, Praha 2021
- Lék pro duši, Portál, Praha 2024

### VBraillovu písmu
- Úsměvy pro duši, Knihovna a tiskárna pro nevidomé K. E. Macana, Praha 2011
- Vánoční příběhy pro potěchu duše (3 svazky), Knihovna a tiskárna pro nevidomé K. E. Macana, Praha 2014
- Paprsek slunce pro duši, Knihovna a tiskárna pro nevidomé K. E. Macana, Praha 2013
- Ptačí zpěv pro duši, Knihovna a tiskárna pro nevidomé K. E. Macana, Praha 2013

### Zvukové nahrávky
- Vánoční příběhy pro potěchu duše, Portál, Praha 2010
- Příběhy pro potěchu duše, Portál, Praha 2012

## Slovensky vyšlo
- Vianočné príbehy pre potešenie duše, Portál, Praha 2006